# باوشان، یوننان
باوشان، یوننان (به لاتین: Baoshan) یک شهر مرکزی در جمهوری خلق چین است که در یون‌نان واقع شده‌است. باوشان ۱۹٬۰۴۰ کیلومتر مربع مساحت و ۲٬۵۰۰٬۰۰۰ نفر جمعیت دارد و ۱٬۶۷۷ متر بالاتر از سطح دریا واقع شده‌است.